# Henri Proglio
Henri Proglio (nacido el 29 de junio de 1949) es un empresario francés, expresidente de la junta directiva y director ejecutivo de Électricité de France y ex director ejecutivo de Veolia Environnement.

## Vida y carrera
De origen italiano, Henri Proglio nació en Antibes. Se graduó en HEC Paris (promoción de 1971).
En 1972, empezó a trabajar para Compagnie Générale des Eaux, y se convirtió en presidente y director ejecutivo en 1990. En 1999, fue nombrado vicepresidente de Vivendi Universal y presidente y director ejecutivo de Vivendi Water. En 2000, asumió la presidencia de Veolia Environnement; tres años más tarde también se convirtió en su director general.
Se desempeña como director no ejecutivo de CNP Assurances, Dassault Aviation y Natixis. Fue nombrado presidente y director general de Électricité de France en noviembre de 2009. Es miembro de la Association Française des Entreprises Privées. Proglio también forma parte del consejo asesor del Pictet Water Fund.
Fue condecorado comandante de la Orden Nacional del Mérito de la Legión de Honor.
En diciembre de 2014, Proglio fue nombrado segundo al mando y presidente de Thales Group.